# Hwang Jae-gyun
Dans ce nom coréen, le nom de famille, Hwang, précède le nom personnel.
Hwang Jae-gyun (né le 28 juillet 1987 à Séoul) est un joueur sud-coréen de baseball qui évolue avec les Giants de San Francisco de la Ligue majeure de baseball.

## Carrière

### Corée du Sud
Joueur de champ intérieur, il évolue de 2007 à 2016 dans l'Organisation coréenne de baseball (KBO) et de 2010 à 2016 pour les Lotte Giants.
Il remporte la médaille d'or en baseball avec l'équipe nationale de Corée du Sud aux Jeux asiatiques de 2014 à Incheon.
À l'été 2015, Hwang attire l'attention des internautes nord-américains avec un batflip (l'acte de lancer son bâton après un coup de circuit, souvent après avoir observé la trajectoire de la balle) qualifié d'« ostentatoire » et d'« épique » après un circuit contre les NC Dinos,,.

### Ligue majeure de baseball
À l'automne 2015, Hwang annonce son intention de trouver un emploi dans la Ligue majeure de baseball,.
Il fait ses débuts dans le baseball majeur avec les Giants de San Francisco le 28 juin 2017 et à son premier match frappe un coup de circuit aux dépens de Kyle Freeland des Rockies du Colorado.